# Піратські острови
«Піратські острови» (англ. Pirate Islands) — австралійський дитячий телесеріал, що транслювався на телеканалі «Network Ten» у 2003 році. В Україні серіал транслювався на каналі «1+1».
Прем'єра сиквелу під назвою «Втрачений скарб Фіджі» (англ. The Lost Treasure of Fiji) відбулася на Network Ten у 2007 році.

## Сюжет
15-річна Кейт Реддінг, її молодший брат Ніколас і сестра Сара захоплено грають у комп'ютерну гру про піратів, але одного разу вони неймовірним чином перенесяться у віртуальний світ гри. Їх викидає на острів, який контролюють пірати. Підлітки таємно облаштовують хатину на дереві, але незабаром морські розбійники їх знаходять. Кейт, Сара та Ніколас змушені вступити в бій з капітаном Блекхартом та його підопічними. У міру того, як напруга між підлітками та піратами продовжує наростати, головні герої з'ясовують, що єдиний спосіб повернутися в реальний світ — повністю пройти гру, перемогти капітана Блекхарта і знайти схований скарб.

## Акторський склад
- Брук Гарман — Кейт Реддінг
- Елайза Тейлор — Сара Реддінг
- Ніколас Дональдсон — Ніколас Реддінг
- Олівер Екленд — Марс
- Колін Муді — капітан Блекхарт
- Люсія Смирк — Кармен
- Дарсі Бонсер — Перрі
- Мадлен Джей — Ящірка
- Джим Дейлі — Дугал
- Енді МакФі — Головоріз Джек
- Джаспер Бегг — Денді Дарсі
- Зіггі Кроу — Гігант
- Рассел Аллан — Гидкий Сем
- Грем Джейн — Нед Кроу
- Деррік Мерфі — Піт
- Джон Стентон — привид капітана Квейда[2]

## Транслювання в інших країнах
| Країна            | Канал                                  | Назва в цій країні               | Переклад українською            |
| ----------------- | -------------------------------------- | -------------------------------- | ------------------------------- |
| Австралія         | Network Ten                            | Pirate Islands                   | Піратські острови               |
| Австралія         | Disney Channel (Австралія)             | Pirate Islands                   | Піратські острови               |
| США               | Fox Box                                | Pirate Islands                   | Піратські острови               |
| Велика Британія   | Nickelodeon (Велика Британія/Ірландія) | Pirate Islands                   | Піратські острови               |
| Велика Британія   | CITV                                   | Pirate Islands                   | Піратські острови               |
| Німеччина         | КіКа                                   | Die Pirateninsel                 | Піратський острів               |
| Німеччина         | КіКа                                   | Der Schatz von Fidschi           | Скарби Фіджі                    |
| Франція           | Fox Kids (Франція)                     | Mission pirates                  | Піратська місія                 |
| Франція           | Jetix (Франція)                        | Mission pirates                  | Піратська місія                 |
| Іспанія           | Disney Channel (Іспанія)               | Pirate Island: Entra en el Juego | Піратський острів: увійди у гру |
| Португалія        | Disney Channel (Португалія)            | Pirate Island: Entra no Jogo     | Піратський острів: увійди у гру |
| Ізраїль           | IBA-Канал 33, Канал 22                 | איי הפיראטים                     | Піратські острови               |
| Італія            | RaiSat Smash, Italia 1                 | Le isole dei pirati              | Піратські острови               |
| Польща            | TVP1                                   | Wyspy Piratów                    | Піратські острови               |
| Бельгія           | Ketnet                                 | Pirateneiland                    | Піратський острів               |
| Швеція            | Барнканален                            | Piratöarna                       | Піратські острови               |
| Росія             | СТС, Бибигон, Детский                  | Пиратские острова                | Піратські острови               |
| Україна           | 1+1                                    | Піратські острови                |                                 |
| Саудівська Аравія | MBC4                                   | جزر القراصنة                     | Піратські острови               |